# Veka
Veka je bílé pečivo z pšeničné mouky, zpravidla oválného tvaru podobného tvaru rohlíku. Je však celkově větší (do šířky i délky) a nadýchanější. Příčně nakrájená se používá v Česku zejména k tvorbě obložených chlebíčků. Její původ je ve Francii.

## Použití v kuchyni
Použití vek v kuchyni je velice různorodé. Od tradiční tvorby obložených chlebíčků až k opečené vece obalované v cukru či skořici. Veka se také může použít k tvorbě houskových knedlíků či tzv. vídeňského knedlíku. Ztvrdlá veka namáčená v mléce pak tvoří základ žemlovky. Dalším využitím pak může být např. smažená sýrová veka či vydlabaná plněná veka.

## Varianty
Svým tvarem veky připomínají často bagety a někdy jsou s nimi zaměňovány. Na rozdíl od nich však veky mají výrazně hladší povrch a krájejí se příčně (jako chléb) – z takových kousků se poté většinou tvoří obložené chlebíčky. Veky se samy od sebe odlišují především délkou a šířkou. Většina vek je, na rozdíl od baget, také velmi světlých.

## Složení
Díky svému složení má veka vysoký glykemický index. To znamená, že tělo energii z veky rychle spotřebuje. Sto gramů veky má energetickou hodnotu 1190 kJ, obsahuje 8 g tuků, a 60 g sacharidů.

## Postup výroby

Postup pečení veky
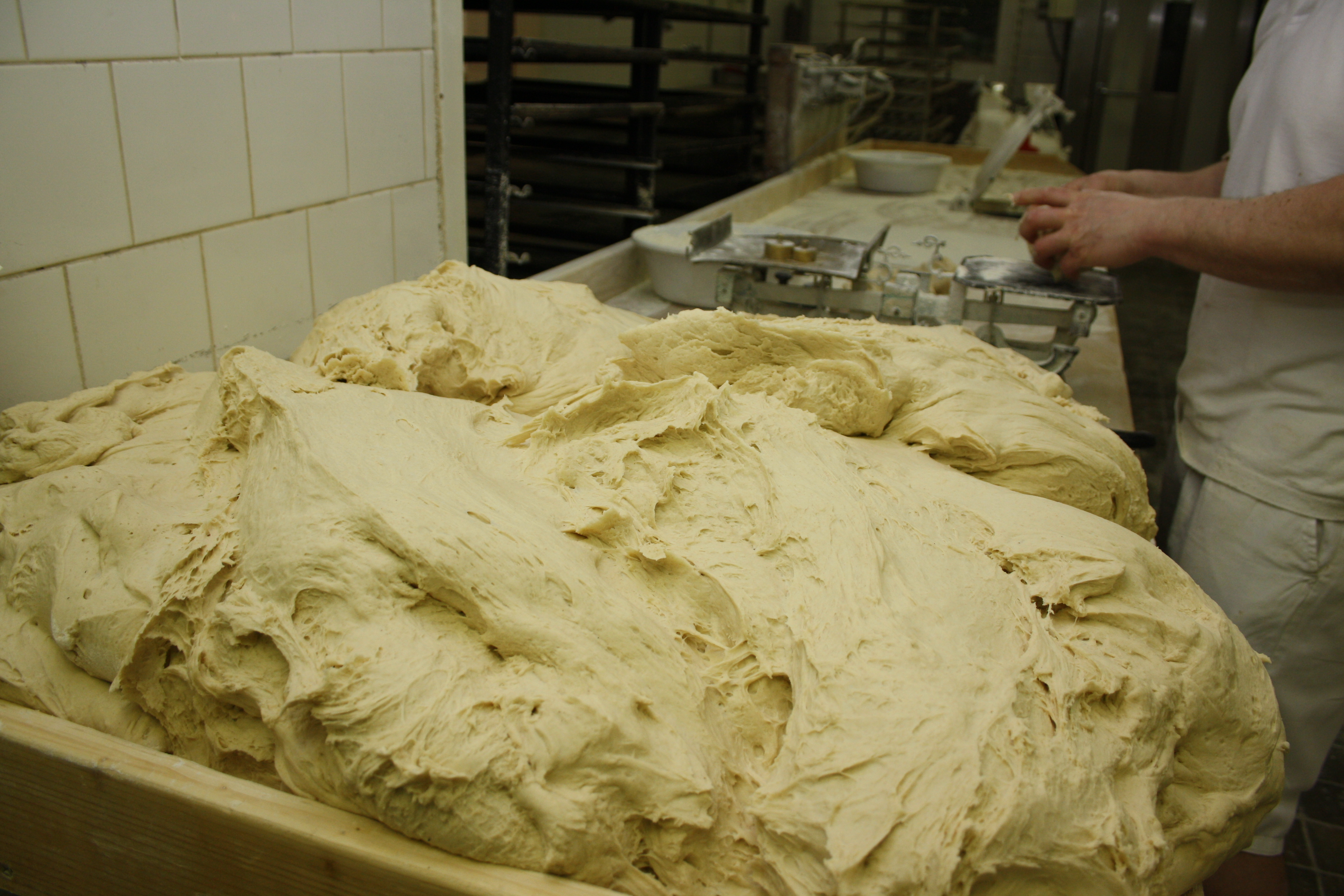
1: Porcování a vážení těsta
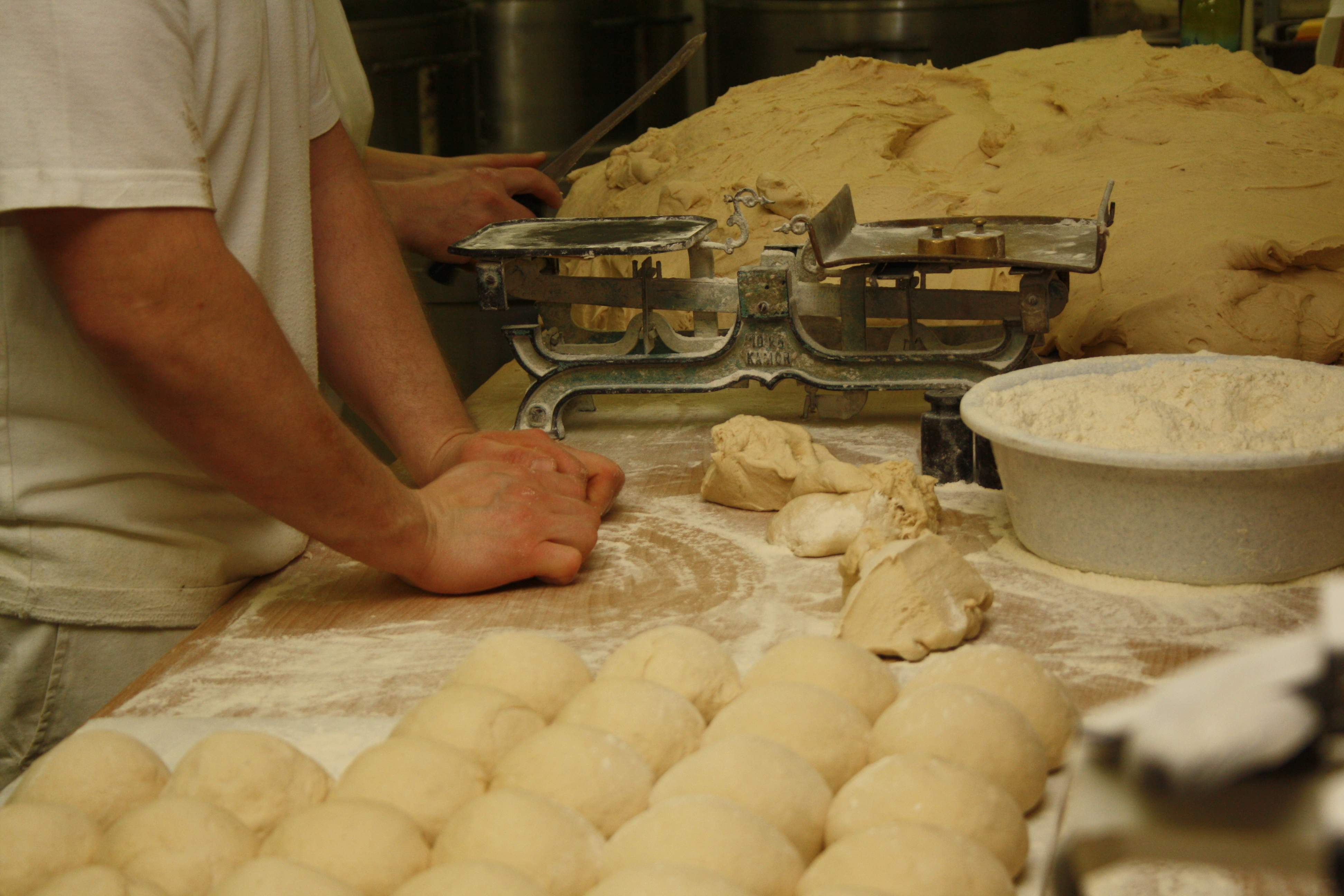
2: Hnětení těsta
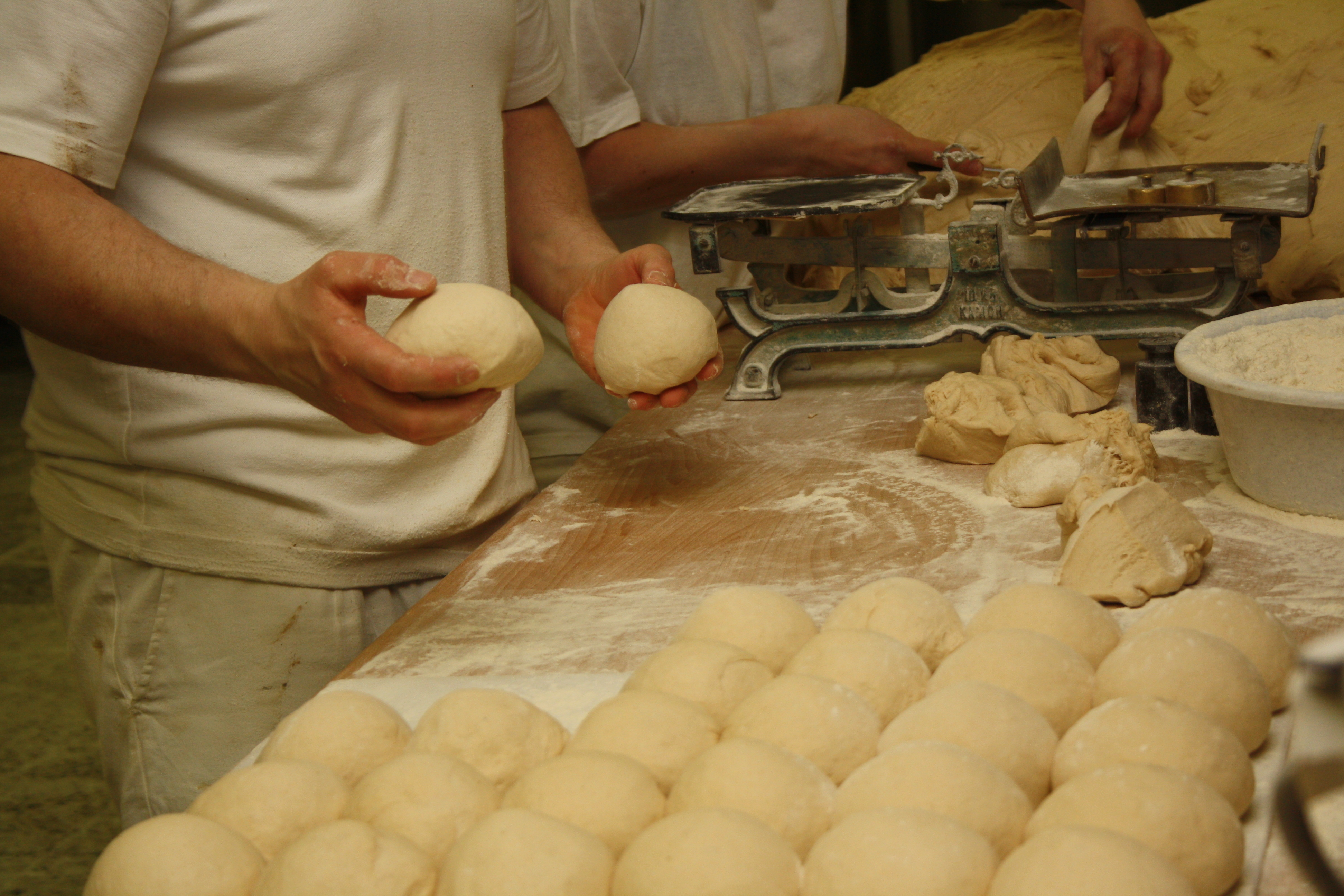
3: Bochníčky těsta připravené na vložení do rolovacího zařízení
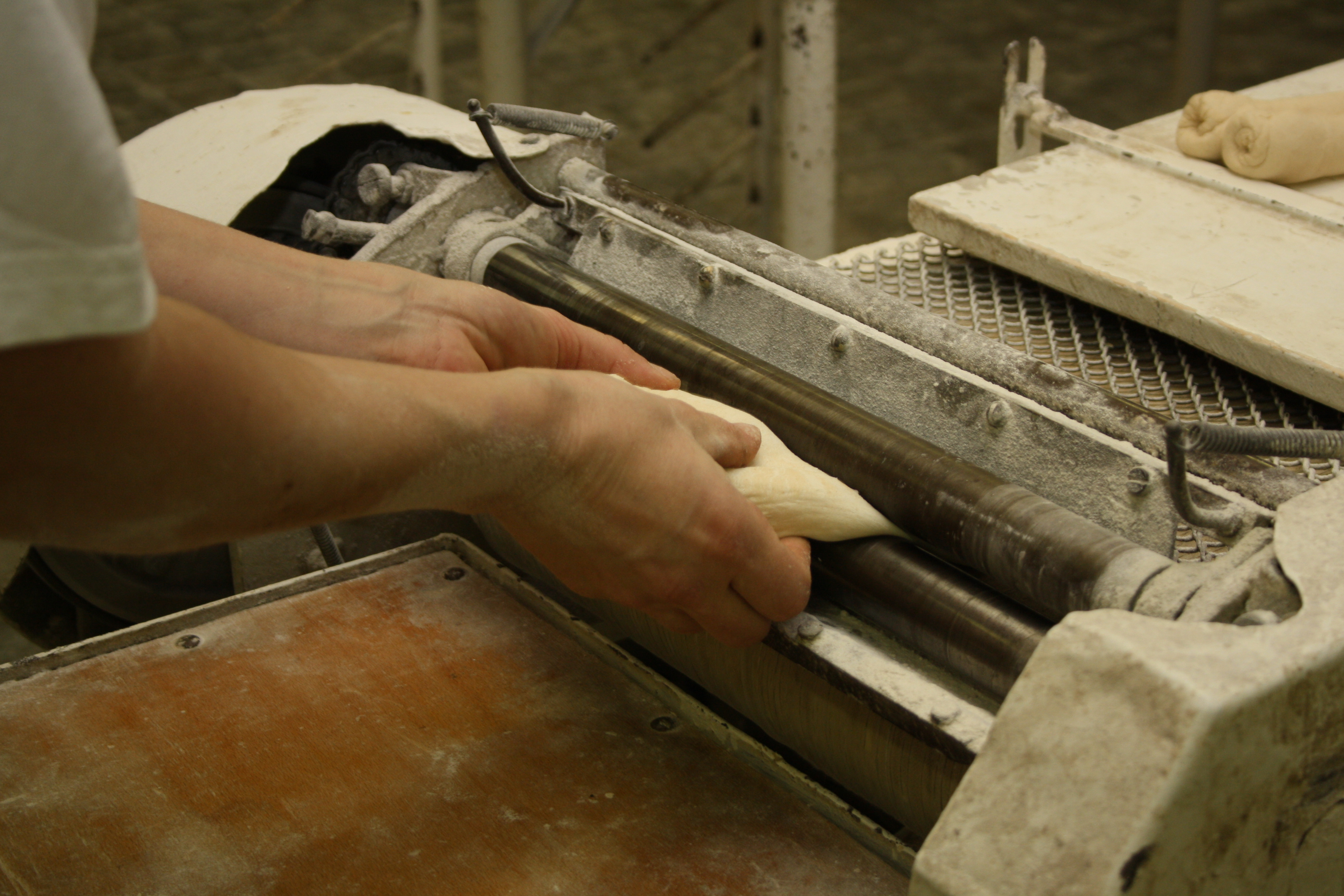
4: Rolovací zařízení sroluje těsto
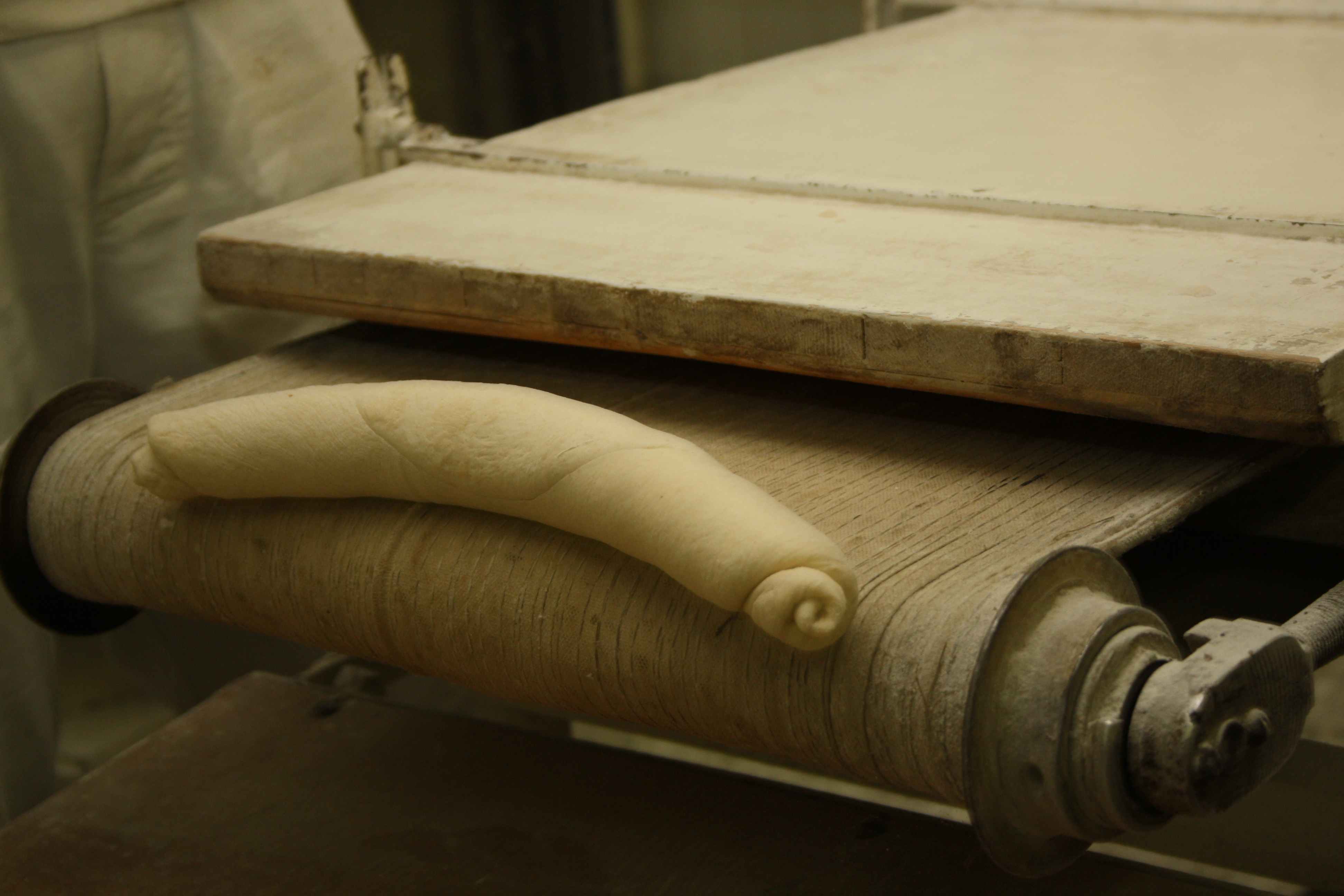
5: Do požadovaného tvaru veky
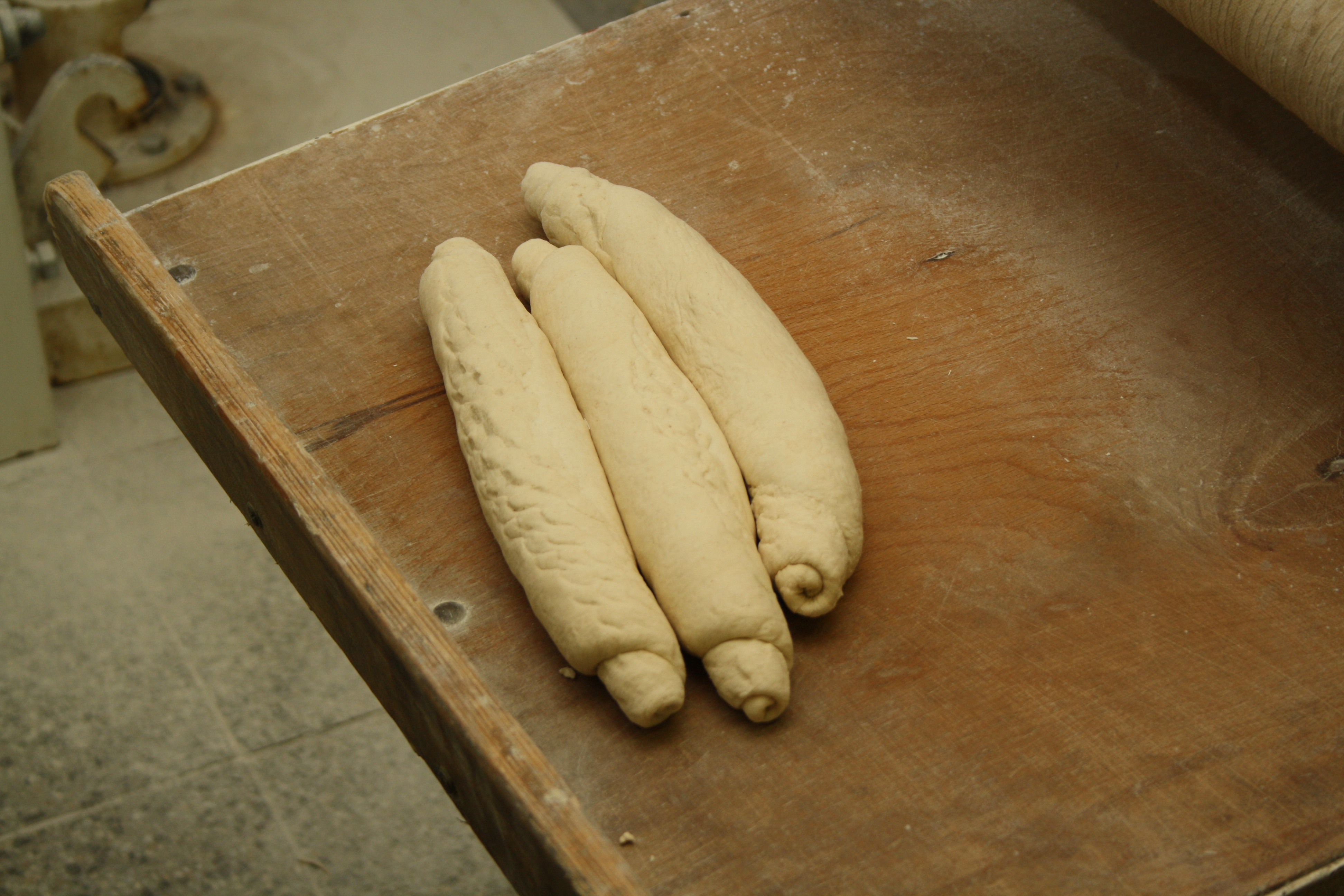
6: Srolované těsto
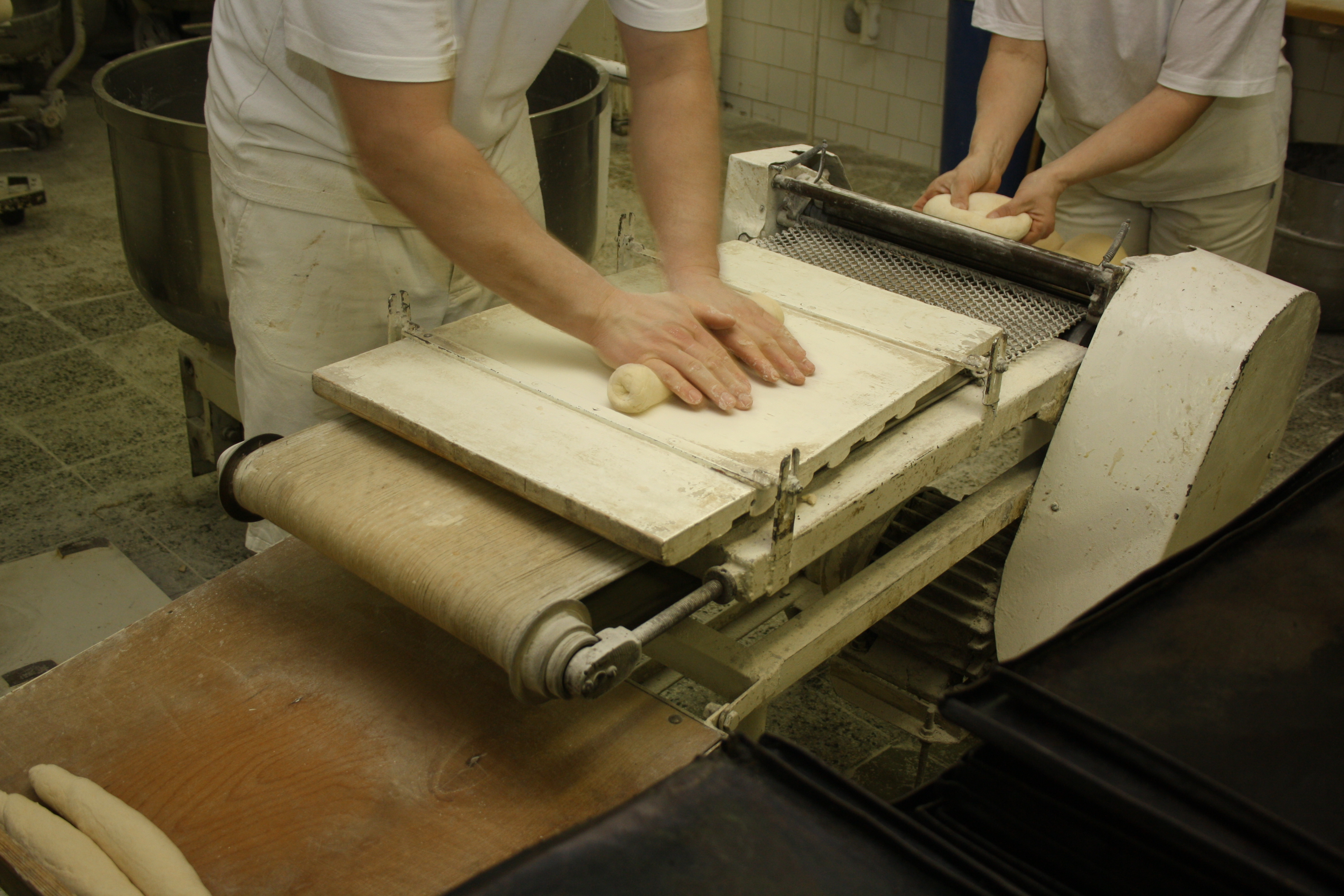
7: To je následně rozváleno
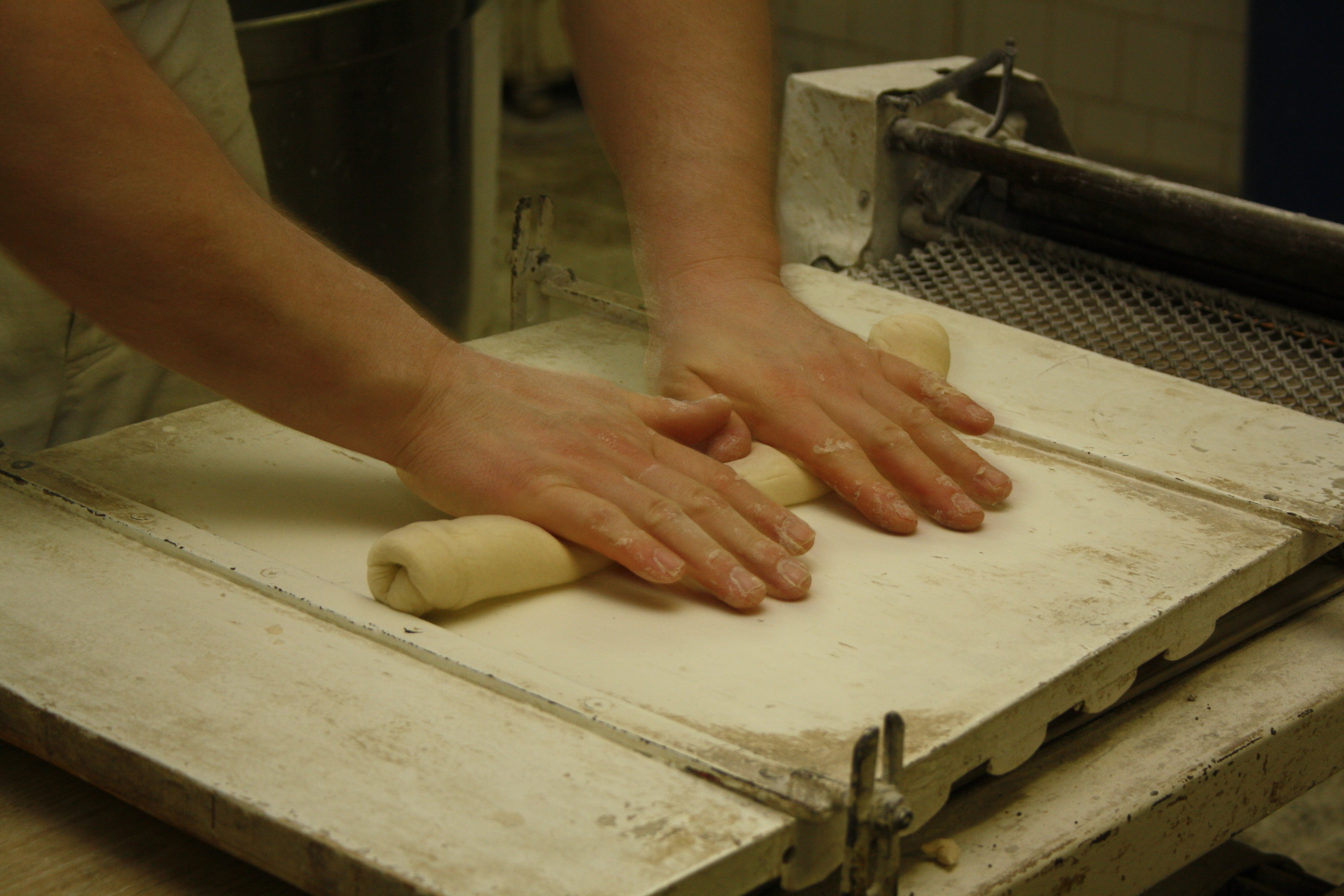
8: Válení těsta
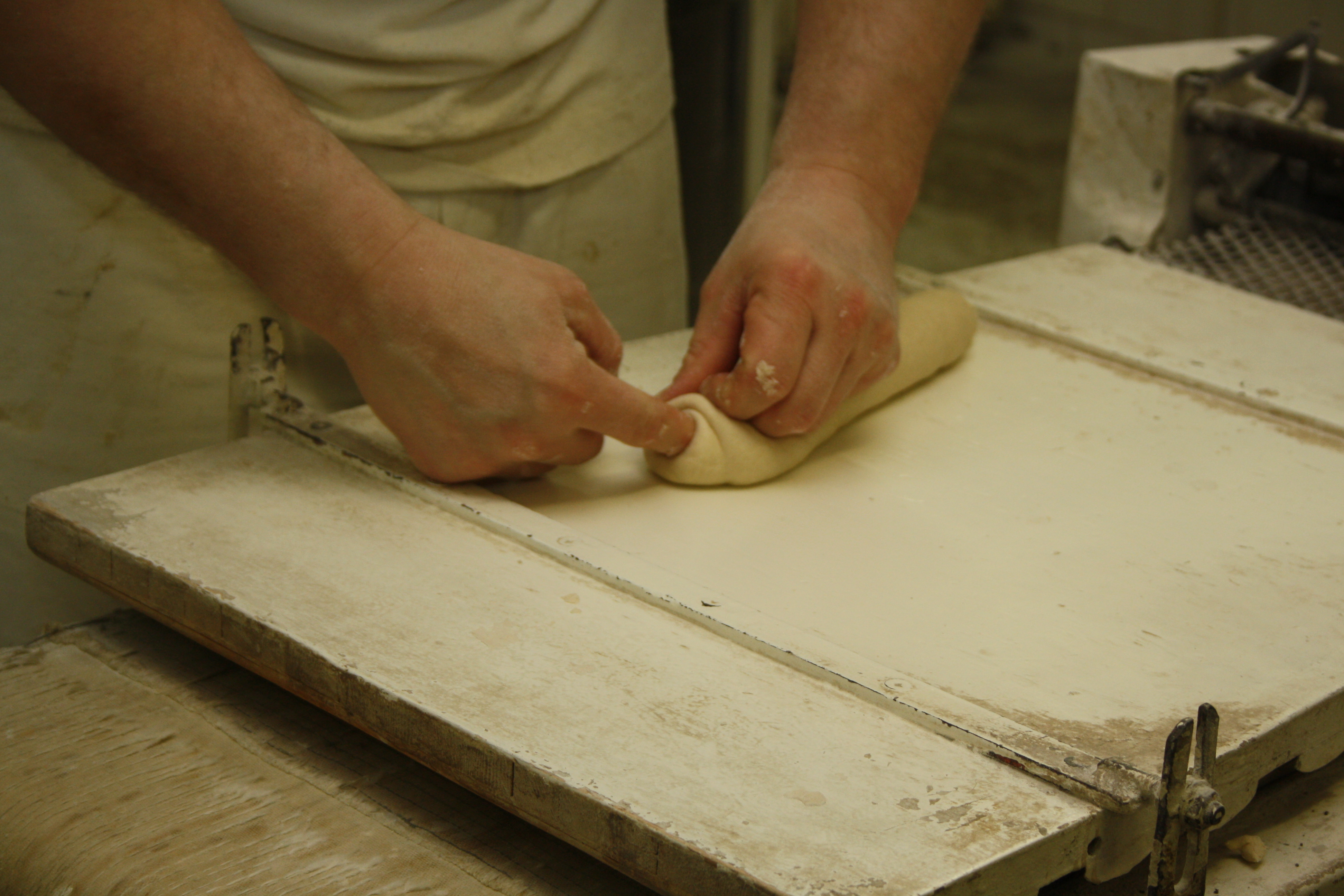
9: Zamáčknutí konce těsta
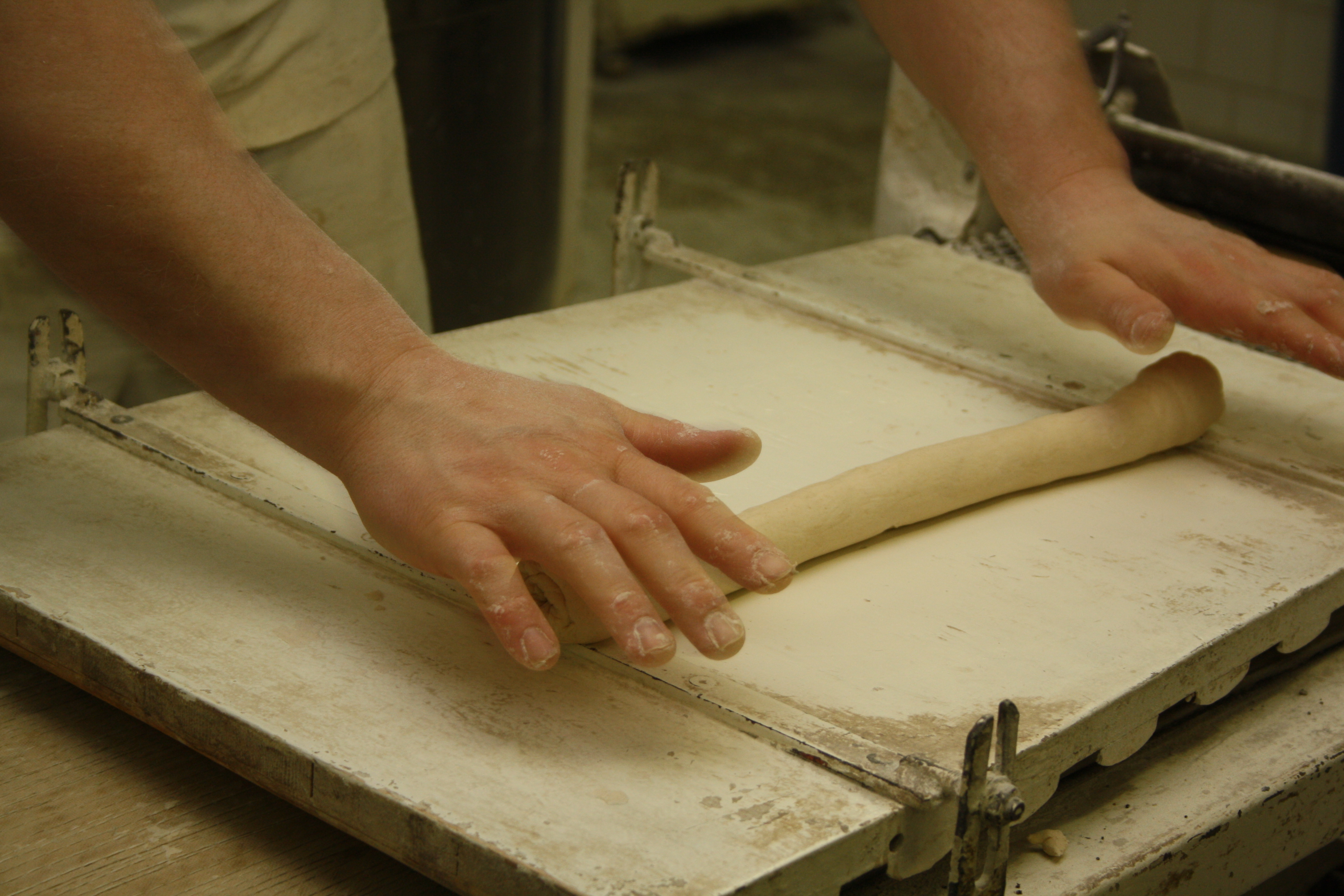
10: Doválení do protáhlého tvaru
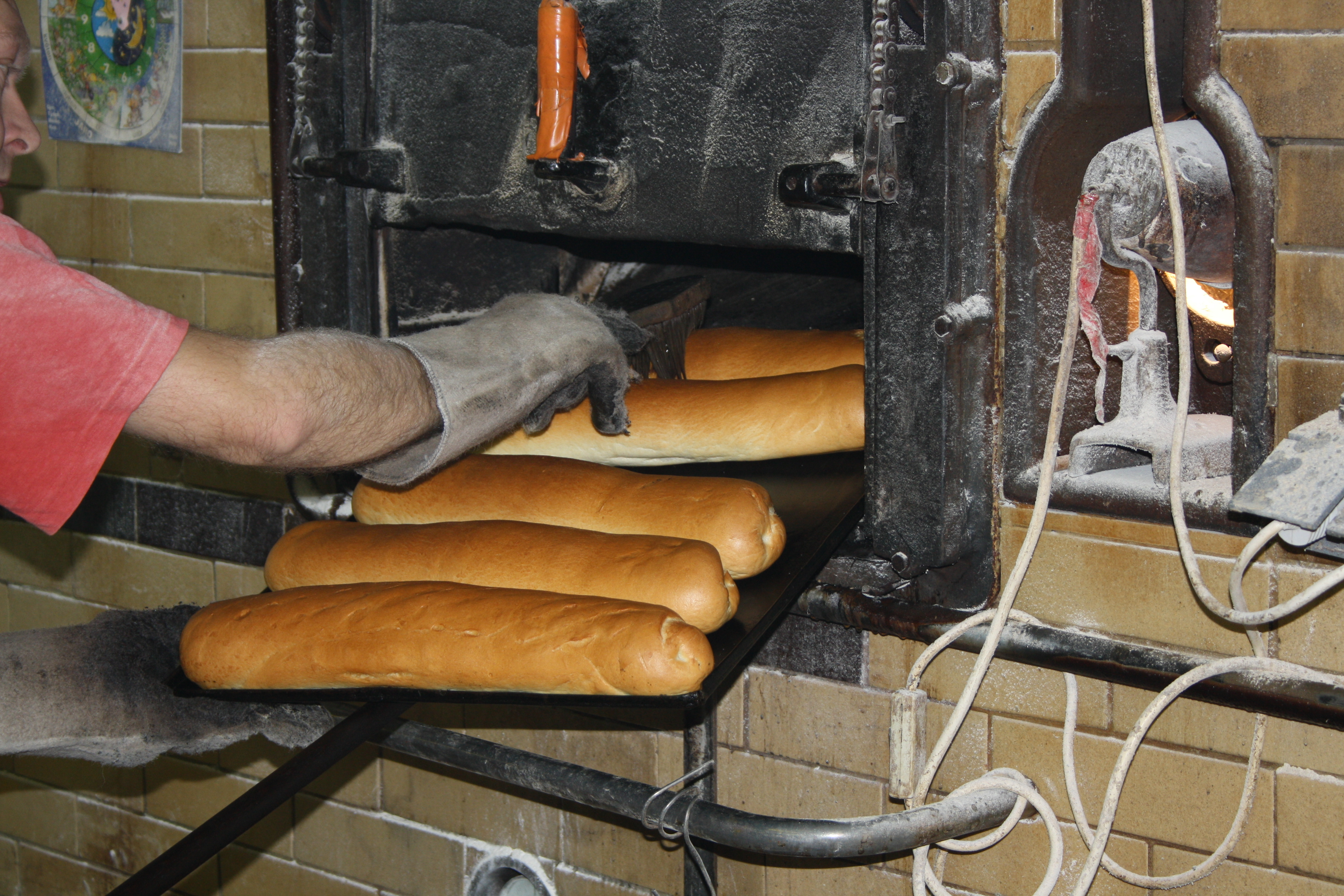
11: Hotové a upečené veky po vyjmutí z pece